# هت فلهلموس
Het Wilhelmus هت فلهلموس (الترجمة العربية: الفلهلمي؛ ) هو اسم النشيد الوطني الهولندي هو أقدم نشيد وطني بالعالم، على الرغم من أن كلمات (وليس الموسيقى) النشيد الوطني الياباني تعود إلى القرن التاسع. كان الفلهلموس منذ تأليفه منتشرا شعبيا حتى قبل اعتماده كنشيد وطني رسمي عام 1932.